# Melanchroia
Melanchroia é um gênero de insetos, proposto por Jakob Hübner em 1819, na página 173 da obra Verzeichniss bekannter Schmettlinge, contendo mariposas neotropicais diurnas da família Geometridae e subfamília Ennominae. Suas espécies ocorrem dos Estados Unidos até a Argentina e seus espécimes já foram colocados em gêneros como Melanchroea Agassiz, 1847; Miltoparaea Wallengren, 1861; Melandia Boisduval, 1870 e Taraxineura Warren, 1900.

## Descrição
Em sua lacônica descrição inicial deste gênero para a ciência, em 1819, em meio a vários dados técnicos Hübner apenas cita que "as asas são pretas, parcialmente esbranquiçadas, farpadas e franjadas de branco".

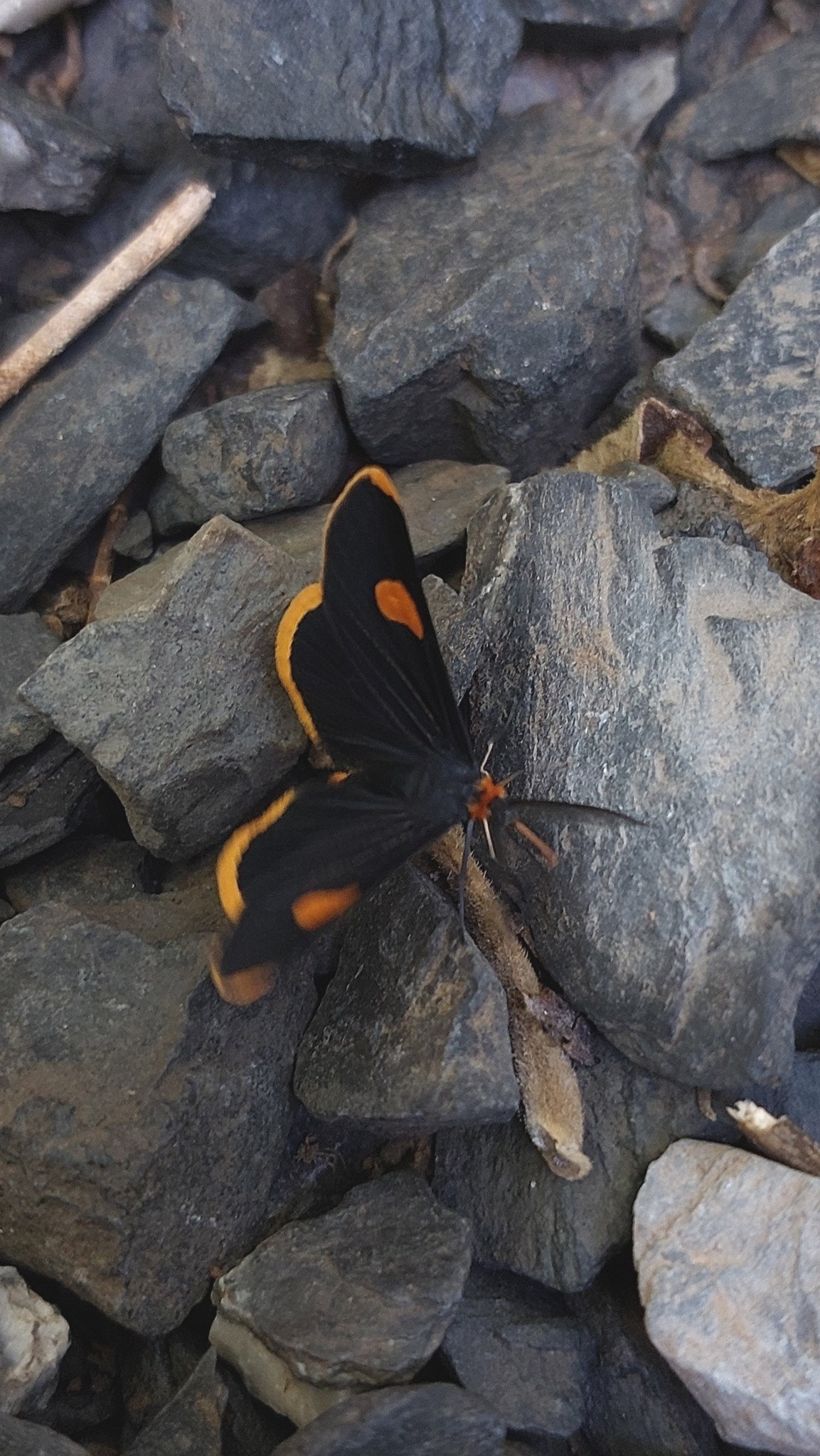
Quando Hübner fez a descrição do gênero Melanchroia ainda não era conhecida Melanchroia tepens Walker, 1854, espécie sul-americana com manchas amarelas.

## Hábitos, lagarta, planta-alimento
Indivíduos adultos são encontrados polinizando flores, visitando clareiras e áreas antrópicas; onde procuram encontrar a planta-alimento, principalmente em espécies da família Phyllanthaceae e gênero Phyllanthus, de suas lagartas malhadas de manchas esverdeadas; chamadas mede-palmos assim como outras de sua família (Geometridae), com seu típico padrão de flexão e extensão ao caminhar, empupando no solo.

## Espécies
De acordo com o Global Biodiversity Information Facility; com asterisco (*) estão as espécies registradas para o Brasil (fonteː SiBBr - Sistema de Informação sobre a Biodiversidade Brasileira; site Insetologia).
- Melanchroia aterea (Stoll, 1781)*
- Melanchroia chephise (Stoll, 1782)*
- Melanchroia geometroides Walker, 1854
- Melanchroia tepens Walker, 1854*
- Melanchroia venata Grote, 1961
- Melanchroia regnatrix Grote, 1867
- Melanchroia vazquezae Beutelspacher-Baigts, 1978[3][4][14]